# SanDisk
SanDisk Corporation è un'azienda multinazionale con sede negli Stati Uniti d'America produttrice di memorie flash.

## Storia
SanDisk fu fondata nel 1988 da Eli Harari, un esperto di memorie non volatili.
Sandisk produce diversi tipi di memoria flash, includendo varie schede di memoria, di chiavi USB e di dischi allo stato solido.
In collaborazione con Toshiba produce alcune delle memorie meno care sul mercato.
La compagnia ha sede a Milpitas in California con uffici in tutto il mondo e fabbriche in Giappone a Yokkaichi ed in Cina.
Nel gennaio 2007 presenta le nuove memorie Memory Stick M2 in tagli da 512 MB, 1 GB e 2 GB.
A ottobre del 2007 SanDisk cita in giudizio 25 aziende per violazione di brevetti: ACP-EP Memory, A-Data, Apacer, Behavior Computer (d/b/a Emprex), Buffalo, Chipsbank, Corsair Memory, DaneElec, Edge, Imation/Memorex, Interactive Media (d/b/aKanguru), Kaser, Kingston Technology, LG Electronics, Phison Electronics, PNY,  PQI, Silicon Motion, Skymedi, Transcend, TSR (d/b/a T.One), USBest, Verbatim, Welldone Company e Zotek/Zodata.
A gennaio del 2008 annuncia per lo stesso anno la disponibilità di schede microSD da 12 GB e 16 GB.
Ad ottobre del 2015 Western Digital annuncia l'acquisizione di SanDisk Corp. per 19 miliardi di dollari.
A settembre del 2017 le filiali di Western Digital SanDisk avviano un nuovo procedimento di arbitrato contro Toshiba presso la Corte internazionale di arbitrato dell'ICC, per la decisione di investire unilateralmente in apparecchiature di produzione presso le Fab 6, che costituisce una violazione dell'accordo di JV.

## Prodotti
- CompactFlash (1994)
- Multimedia (1997)

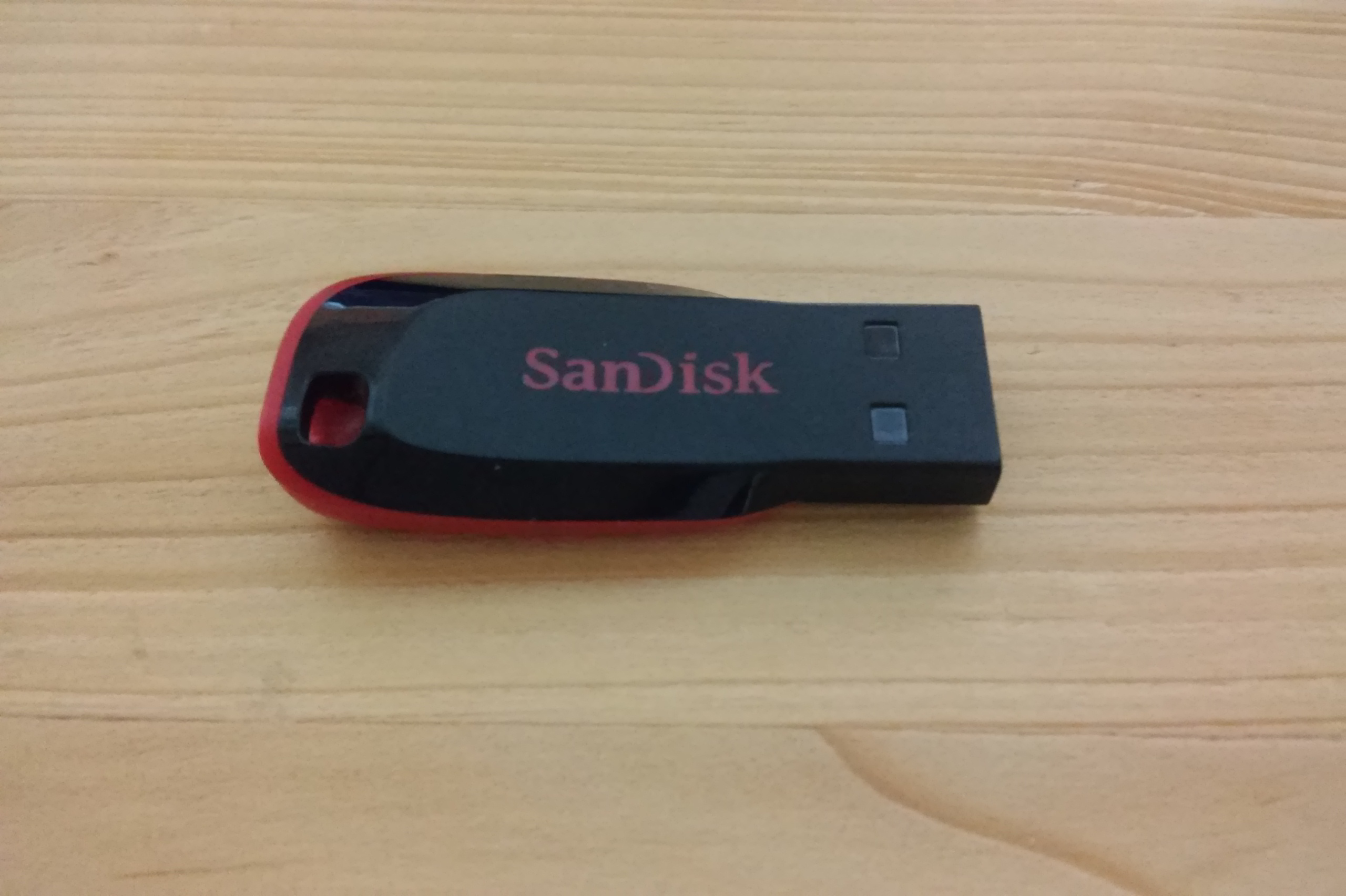
SanDisk USB

- RS-MMC (Reduced-Size MultiMedia Card) (2004)
- SD (2001), MiniSD (2003) e MicroSD (2005)
- Chiavi USB
- Memory Stick Pro (2003)
- Memory Stick Pro Duo (2008)
- Lettori mp3 Sansa
- Lettori di schede di memoria USB
- Lettori di schede di memoria per computer e console.
- SanDisk Sansa
- slotMusic
- SSD